# 鉄道車両運転免許
鉄道車両運転免許（てつどうしゃりょううんてんめんきょ）とは韓国で鉄道車両を運転する際に必要な免許である。（大韓民国鉄道安全法10条）

## 取得方法
- 身体検査指定病院での身体検査や適性検査専門機関での適性検査に合格し、国土交通部長官が指定した鉄道車両運転訓練に関する専門教育訓練機関（韓国交通大学校鉄道大学鉄道運転システム工学科、又松大学校鉄道物流大学鉄道車両システム学科の2大学）での教育訓練を修了し、筆記試験並びに実技試験に合格すること。

## 鉄道車両運転免許の区分
（大韓民国鉄道安全法施行規則11条による）
| 種類         | 運転できる鉄道車両 | 取得可能年齢 |
| ------------ | --- | ------------ |
| 高速鉄道車両 | 高速鉄道車両、鉄道の建設やメンテナンスに必要な機械または装置、鉄道施設の検査装置、鉄道、道路を運行する鉄道修理機器、専用鉄道で25km/h以内で運転する車両、事故復旧用器重機                         | 満21歳以上   |
| 第1種電気車  | 電気機関車、鉄道の建設やメンテナンスに必要な機械または装置、鉄道施設の検査装置、鉄道、道路を運行する鉄道修理機器、専用鉄道で25km/h以内で運転する車両、事故復旧用器重機                           | 満21歳以上   |
| 第2種電気車  | 電車、鉄道の建設やメンテナンスに必要な機械または装置、鉄道施設の検査装置、鉄道、道路を運行する鉄道修理機器、専用鉄道で25km/h以内で運転する車両、事故復旧用器重機                                 | 満21歳以上   |
| ディーゼル車 | ディーゼル機関車、気動車、蒸気機関車、鉄道の建設やメンテナンスに必要な機械または装置、鉄道施設の検査装置、鉄道、道路を運行する鉄道修理機器、専用鉄道で25km/h以内で運転する車両、事故復旧用器重機 | 満21歳以上   |
| 鉄道装置     | 鉄道の建設やメンテナンスに必要な機械または装置、鉄道施設の検査装置、鉄道、道路を運行する鉄道修理機器、専用鉄道で25km/h以内で運転する車両、事故復旧用器重機                                       | 満21歳以上   |